# Братья Маиловы
Братья Маиловы (также пишется Майлофы; арм. Մայիլյան եղբայրներ) — русские нефтяные магнаты, бизнесмены и меценаты армянского происхождения. Род Маиловых обосновался на Кавказе в 1815 году и вскоре начал приобретать рыбные концессии на Каспии, торгуя икрой и развивая нефтяной бизнес. Они также были известны в роли спонсоров многочисленных культурных объектов в Баку, таких как Маилов театр (ныне Азербайджанский государственный академический театр оперы и балета). Братья Маиловы спонсировали многие инвестиционные проекты в Армении.

## Предпринимательская деятельность
Братья Маиловы: Даниил, Иван (Ованес) и Лазаря (Егия). Братья были промышленными капиталистами, которые нажили крупное состояние на нефти. Кроме того, они торговали икрой в Российской империи, и некоторые источники даже утверждают, что Маиловы были первыми торговцами икры во всей России. Из-за их успеха в икорной индустрии, семья была известна как «Короли икры».
Во время русской революции братья эмигрировали во Францию.

## Маиловский театр

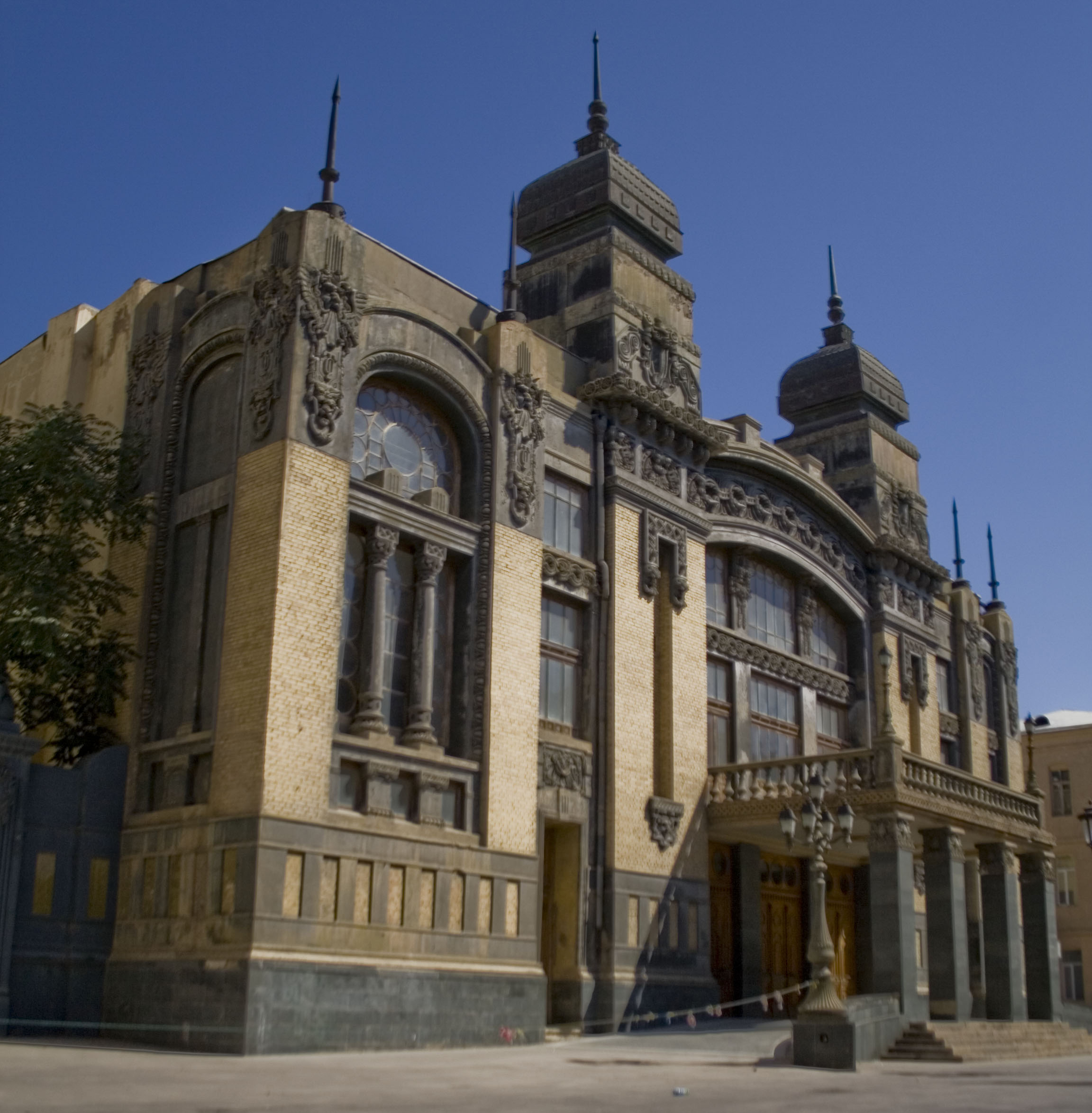
Маиловский театр (ныне Азербайджанский государственный академический театр оперы и балета)

Согласно легенде, знаменитая опера-сопрано певица (которая по данным источников, либо Антонина Нежданова, либо некая итальянская оперная певица) посетила Баку и провела много выступлений в различных казино и резиденциях города. Однако когда в одном из этих заведений её спросили, вернётся ли она в Баку, та ответила, что нет, потому что в городе нет ни одного хорошего оперного театра, где она могла бы спеть. Даниил Маилов, восхитившись личностью и голосом оперной певицы, проспонсировал постройку оперного театра, при условии, что оперная певица ещё раз побывает в Баку.
Театр был заказан братьями и был построен для этнических армян архитектором Николаем Баевым. Проект также финансировался азербайджанским нефтяным магнатом Зейналабдином Тагиевым, который начал сомневаться в братьях через год. Он заявил, что если оперный театр будет построен меньше, чем за год, то все расходы на строительства он оплатит. Оперный театр был построен через 10 месяцев и Тагиев заплатил обещанную сумму.
Театр был построен по классическому в то время плану: в нём имеется вестибюльная группа, сцена и зрительский зал. Отмечается, что планировка здания является удобной и рациональной. Маиловский театр был построен в совершенно рекордные для того времени сроки, поэтому он занял важное место в истории строительства подобных сооружений. Несмотря на такой малый срок, может показаться, что здание было построено наспех, однако за те 10 месяцев Баев смог осуществить всё задуманное. 19 февраля 1911 года здание осмотрел градоначальник П. И. Мартынов вместе с инженером Е. Рыбчинским. Рассказывал об устройстве театра сам Баев.
Газета «Бакинец» в честь окончания строительства опубликовала статью:

Мы склоняем головы перед энергией, талантом и неистощимым трудолюбием архитектора Баева. Действительно, не каждому мастеру удалось бы за семь-восемь месяцев возвысить на голом, пустынном месте столь роскошное, величественное здание. Этот оперный театр для Баку - бесценный подарок. Ведь для такого большого города с разнообразным населением одного тагиевского театра было, конечно, недостаточно.
Потолок здания покрыт несколькими слоями бархата, поверх которого уложен войлок. Такая изоляция создает в зале и на сцене отличную акустику— Газета «Бакинец»
В день открытия театра была сыграна опера «Борис Годунов», в главной роль выступал Мозжухин. Открытие театра стало значимым и культурным событием в жизни Баку.
В 1916 года жителям Баку удалось добиться основания своего собственного музыкального театра. До того момента на нём выступали только гастролирующие группы, а постоянной оперы в Баку не было.
Театр впервые был открыт в 1911 году, он был известен как Маиловский театр и «Театр Маиловых». На сегодняшний день он более известен как Азербайджанский государственный академический театр оперы и балета имени М. Ф. Ахундова и продолжает свою работу в Баку для жителей и по сей день.

## Благотворительность в Армении
Братья спонсировали многие проекты в первой Республики Армения после распада Российской империи. Наиболее важным из которых являлся финансовый грант в размере 2 миллионов рублей, выданный в феврале 1919 года, направленный на финансирование экспедиции геодезистов для потенциального промышленного производства, получение минеральных экстрактов, грунта и других минералов, необходимых для восстановления страны.